# Congreso de la DSB
Los Congresos de la DSB (en alemán, Kongresse des Deutschen Schachbundes) eran competiciones de Ajedrez nacionales alemanas organizadas por la Deutschen Schachbund, (DSB), la Federación Alemana de Ajedrez fundada en Leipzig el 18 de julio de 1877, aglutinando a las 3 Federaciones existentes con anterioridad en territorio alemán: la Westdeutschen Schachbundes (WDSB), la Norddeutschen Schachbundes (NDSB) y la Mitteldeuschen Shachbundes (MDSB). En la segunda convocatoria, el 15 de julio de 1879, sesenta y dos clubes eran ya miembros de la Federación. Rudolf von Gottschall fue nombrado Presidente, y Hermann Zwanzig, Secretario General. Max Lange y Adolf Anderssen también fueron fundadores de la Federación. Doce jugadores participaron en el torneo principal de Leipzig en 1879.
En el periodo entre 1879 y 1914 se jugaron simultáneamente un Torneo Principal o de Maestros, y uno o varios de secundarios (Hauptturnier A, B,...). Tras la Primera Guerra Mundial la competición se retomó sólo con el Torneo Principal.

## Torneo de Maestros
| Nª | Año     | Ciudad             | Campeón |
| -- | ------- | ------------------ | --- |
| 1  | 1879    | Leipzig            | Berthold Englisch Imperio Austrohúngaro / Silesia Checa /                                                                                              |
| 2  | 1881[5] | Berlín             | Joseph Henry Blackburne Reino Unido / Inglaterra |
| 3  | 1883    | Núremberg          | Szymon Winawer Imperio Ruso / Polonia |
| 4  | 1885    | Hamburgo           | Isidor Gunsberg Reino Unido / Hungría |
| 5  | 1887    | Fráncfort del Meno | George Henry Mackenzie Estados Unidos / Escocia |
| 6  | 1889    | Breslau            | Siegbert Tarrasch Imperio alemán / Provincia de Silesia                                                                                                |
| 7  | 1892    | Dresde             | Siegbert Tarrasch Imperio alemán / Provincia de Silesia                                                                                                |
| 8  | 1893    | Kiel               | Carl August Walbrodt Imperio alemán / Países Bajos · Curt von Bardeleben Imperio alemán / Brandenburgo                                                 |
| 9  | 1894    | Leipzig            | Siegbert Tarrasch Imperio alemán / Provincia de Silesia                                                                                                |
| 10 | 1896    | Eisenach           | Robert Henry Barnes Nueva Zelanda / Inglaterra |
| 11 | 1898[6] | Colonia            | Amos Burn Reino Unido / Inglaterra |
| 12 | 1900    | Múnich             | Géza Maróczy Imperio Austrohúngaro / Hungría · Harry Nelson Pillsbury Estados Unidos / Massachusetts · Carl Schlechter Imperio Austrohúngaro / Austria |
| 13 | 1902    | Hannover           | Dawid Janowski Francia / Polonia |
| 14 | 1904    | Coburgo            | Curt von Bardeleben Imperio alemán / Brandenburgo · Carl Schlechter Imperio Austrohúngaro / Austria · Rudolf Swiderski Imperio alemán / Sajonia        |
| 15 | 1906    | Núremberg          | Frank James Marshall Estados Unidos / Nueva York |
| 16 | 1908    | Düsseldorf         | Frank James Marshall Estados Unidos / Nueva York |
| 17 | 1910    | Hamburgo           | Carl Schlechter Imperio Austrohúngaro / Austria |
| 18 | 1912[7] | Breslau            | Akiba Rubinstein Imperio Ruso / Polonia · Oldřich Duras Imperio Austrohúngaro / Bohemia                                                                |
| 19 | 1914[8] | Mannheim           | Alexander Alekhine Imperio Ruso / Rusia |
| 20 | 1920    | Berlín             | Friedrich Saemisch Alemania / Brandenburgo |
| 21 | 1921    | Hamburgo           | Ehrhardt Post Alemania / Brandenburgo |
| 22 | 1922    | Oeynhausen         | Ehrhardt Post Alemania / Brandenburgo |
| 23 | 1923    | Fráncfort del Meno | Ernst Grünfeld Austria / Baja Austria |
| 24 | 1925    | Breslau            | Yefim Bogoliubov Unión Soviética / Ucrania |
| 25 | 1927    | Magdeburgo         | Rudolf Spielmann Austria / Baja Austria |
| 26 | 1929    | Duisburgo          | Carl Ahues Alemania / Baja Sajonia |
| 27 | 1931    | Swinemünde         | Yefim Bogoliubov Alemania / Ucrania · Ludwig Rödl Alemania / Baviera                                                                                   |
| 28 | 1932    | Bad Ems            | Georg Kieninger Alemania / Baviera |

## Hauptturnier A
| Nª | Año     | Ciudad             | Campeón                                                 |
| -- | ------- | ------------------ | ------------------------------------------------------- |
| 1  | 1879    | Leipzig            | –                                                       |
| 2  | 1881    | Berlín             | Curt von Bardeleben Imperio alemán / Brandenburgo       |
| 3  | 1883    | Nuremberg          | Siegbert Tarrasch Imperio alemán / Provincia de Silesia |
| 4  | 1885    | Hamburgo           | Max Harmonist Imperio alemán / Brandenburgo             |
| 5  | 1887    | Fráncfort del Meno | Johann Hermann Bauer Imperio Austrohúngaro / Bohemia    |
| 6  | 1889    | Breslau            | Emanuel Lasker Imperio alemán / Brandenburgo Oriental   |
| 7  | 1892    | Dresde             | Paul Lipke Imperio alemán / Turingia                    |
| 8  | 1893    | Kiel               | Hugo Süchting Imperio alemán / Schleswig-Holstein       |
| 9  | 1894    | Leipzig            | Norman van Lennep Países Bajos / Holanda Septentrional  |
| 10 | 1896    | Eisenach           | Wilhelm Cohn Imperio alemán / Brandenburgo              |
| 11 | 1898    | Colonia            | Ottokar Pavelka Imperio Austrohúngaro / Bohemia         |
| 12 | 1900    | Múnich             | Rudolf Swiderski Imperio alemán / Sajonia               |
| 13 | 1902    | Hannover           | Walter John Imperio alemán / Polonia                    |
| 14 | 1904    | Coburgo            | Augustin Neumann Imperio Austrohúngaro / Austria        |
| 15 | 1906    | Núremberg          | Savielly Tartakower Imperio Austrohúngaro / Polonia     |
| 16 | 1908    | Düsseldorf         | Friedrich Köhnlein Imperio alemán / Baviera             |
| 17 | 1910    | Hamburgo           | Gersz Rotlewi Imperio Ruso / Polonia                    |
| 18 | 1912    | Breslau            | Bernhard Gregory Imperio alemán / Estonia               |
| 19 | 1914[9] | Mannheim           | B. Hallegua Imperio Otomano / Turquía                   |